# إريك بينا
اريك بينا (بالإنجليزية: Eric Bina)‏ هو عالم حاسوب ومهندس أمريكي، ولد في 1 أكتوبر 1964 في تشامبيغن في الولايات المتحدة.